# В бій ідуть тільки «старики»
«В бій ідуть тільки „старики“», або «В бій ідуть самі «старі» — український радянський військовий художній фільм режисера Леоніда Бикова, знятий в Україні на Кіностудії ім. Олександра Довженка 1973 року. Фільм та Леонід Биков за виконання головної ролі отримали першу премію на VII Всесоюзному кінофестивалі в Азербайджані — Баку. Кінофільм наповнений любов'ю головного героя Титаренка (Л. Бикова) до Батьківщини — в одному з епізодів, він каже побратимам: «Як же ви не помітили — ми ж сьогодні над моєю Україною билися… де і повітря інше, а небо блакитніше і земля зеленіша!».
У фільмі виконуються народні пісні, а також естрадні, зокрема російська пісня «Смуґлянка» («Смаглявка») та українська пісня «Ніч яка місячна».
Посідає 16-у сходинку у списку 100 найкращих фільмів в історії українського кіно.

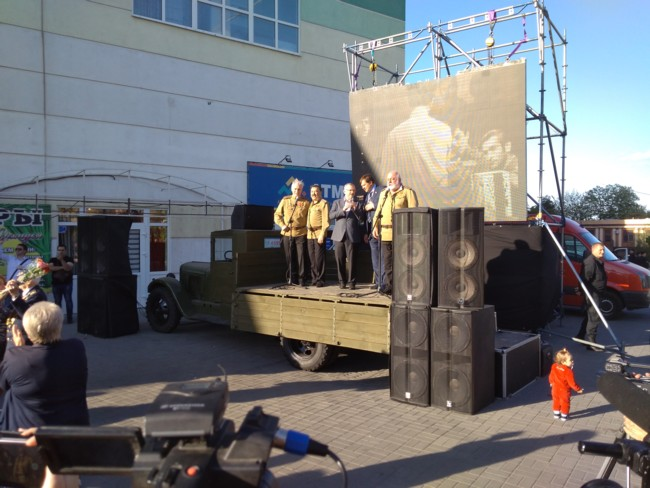
Концерт акторів фільму «В бій ідуть тільки «старики», Мелітополь, 2018 рік

## Оповідь
У фільмі йдеться про бойові будні гвардійського полку пілотів-винищувачів під час німецько-радянської війни, переважно — другої «співочої» ескадрильї.
Радянські війська розпочали визволення території УРСР. Із бойового вильоту повертається пілот-винищувач і, навіть не встигнувши пообідати, відправляється знову до бою. Бій був нелегкий, але повернулися всі, крім командира другої ескадрильї капітана Титаренка на прізвисько Маестро (граєЛеонід Биков). Коли вже всі, крім його механіка Макарича (Олексій Смірнов), припинили чекати — пальне в баку Маестро мало б скінчитися ще сорок хвилин тому — на льотне поле сідає «Мессершмітт», який пілотує той самий Титаренко-Маестро. Його дійсно збили за лінією фронту, але піхота, яка саме атакувала в ту мить, виручила льотчика, а на наступальному аеродромі йому подарували трофей у вигляді німецького літака «Мессера».
Наступного дня в полку розподіляють по ескадрильях щойно прибуле поповнення. Кілька новачків, серед яких лейтенант Александров і молодші лейтенанти Щедронов і Сагдуллаєв, просяться до славетної другої ескадрильї. Титаренко запитує кожного про їхні музичні здібності: друга ескадрилья відома як «Співоча» отож після бойової роботи перетворюється на самодіяльний оркестр, де Титаренко виконує обов'язки диригента. Щедронов наспівує пісню рос. «Смуґлянка» та отримує відповідне прізвисько.
Ледве познайомившись з поповненням, «старики» зі словами до молодих льотчиків: «На ваш вік вистачить!» вилітають на перехоплення великої групи німецьких бомбардувальників. Відразу, до бою новачків не беруть: в Оренбурзькому льотному училищі їх готували за скороченою програмою, й їм ще треба доучуватися літати та вчитися воювати.
На аеродром базування повертаються всі, але Маестро в гніві: вже не вперше його ведений старший лейтенант Скворцов вийшов з бою без наказу. Після серйозної розмови з'ясовується, що після того, як Скворцов в ході Курської битви над російським селищем Понирі зіткнувся в лобовій атаці з німецьким винищувачем і лише дивом уцілів, ведений «Маестро» підсвідомо боїться бою. Скворцов просить списати його з авіації, але Титаренко спалює поданий ним рапорт, даючи другові нагоду виправити становище.
У перервах між вильотами друга ескадрилья репетирує музичні номери, й одного разу льотчики різних національностей починають наспівувати власні народні пісні. Грузин Вано награє ритмічну національну мелодію — та на це Маестро відповідає, що він родом з таврійських степів — рівних до обрію, і каже, що через це пісні цього краю України протяжні як степ, й заспівує перший рядок української народної пісні «Ой у лузі-лузі червона калина» (2022 року була поширена помилкова думка, ніби це був не помічений радянською цензурою початок гімну УСС «Ой у лузі червона калина…»). Навіть відразливий до музики Александров береться виконувати партію бубна, а незабаром починає керувати репетиціями замість командира ескадрильї, коли той відсутній.
Новачки починають літати. Після того неповнолітній, як згодом виявилося, Александров (перед вступом до авіаучилища приписав собі віку) пошкоджує літак під час посадки, командир вичитує йому, але Александров, наче нічого й не було, вирушає ловити коників. Титаренко усуває Александрова від польотів на невизначений час зі словами: «100 грамів не давати. Призначити черговим, вічним черговим по аеродрому!». До Александрова міцно приліплюється прізвисько «Коник».
Титаренко на трофейному «Мессершмітті» за наказом відлітає на розвідку. Під час його відсутності, на їхній аеродром вимушену посадку здійснює легкий нічний бомбардувальник — біплан У-2, пілотований льотчицями Зоєю і Машею. Сагдуллаєв з першого погляду закохується в Машу й отримує від товаришів прізвисько «Ромео».
Повернувшись назад з розвідвильоту, Маестро підтверджує відомості партизан про велику групу німецьких танків. Коли поповнення (крім Коника) було готове до першого бою, Титаренко відправляється на повторну розвідку (виявилося, що німці замаскували власні танки під копиці сіна і сараї), але на зворотному шляху його збивають. Солдати-піхотинці, які прийняли Титаренка за німця-льотчика який полюбляв стріляти по медсанбату, влаштовують йому «гарячу зустріч», але вчасно розуміють, що фашист не став би давати здачі радянським солдатам, які його б'ють (або через вжитий Титаренком вираз «цариця полів», яким жартома називали піхоту в часи СРСР, і який навряд чи міг би знати німецький пілот). Повернувшись в полк на подарованому йому коні, Титаренко дізнається від Макарича, що в бою загинув Смуглянка. Зі своїм провідним він відпрацьовував злітаність у парі та над аеродромом був збитий німецькими «бубновими» «Фоккерами».
За деякий час Ромео освідчується Маші в коханні.

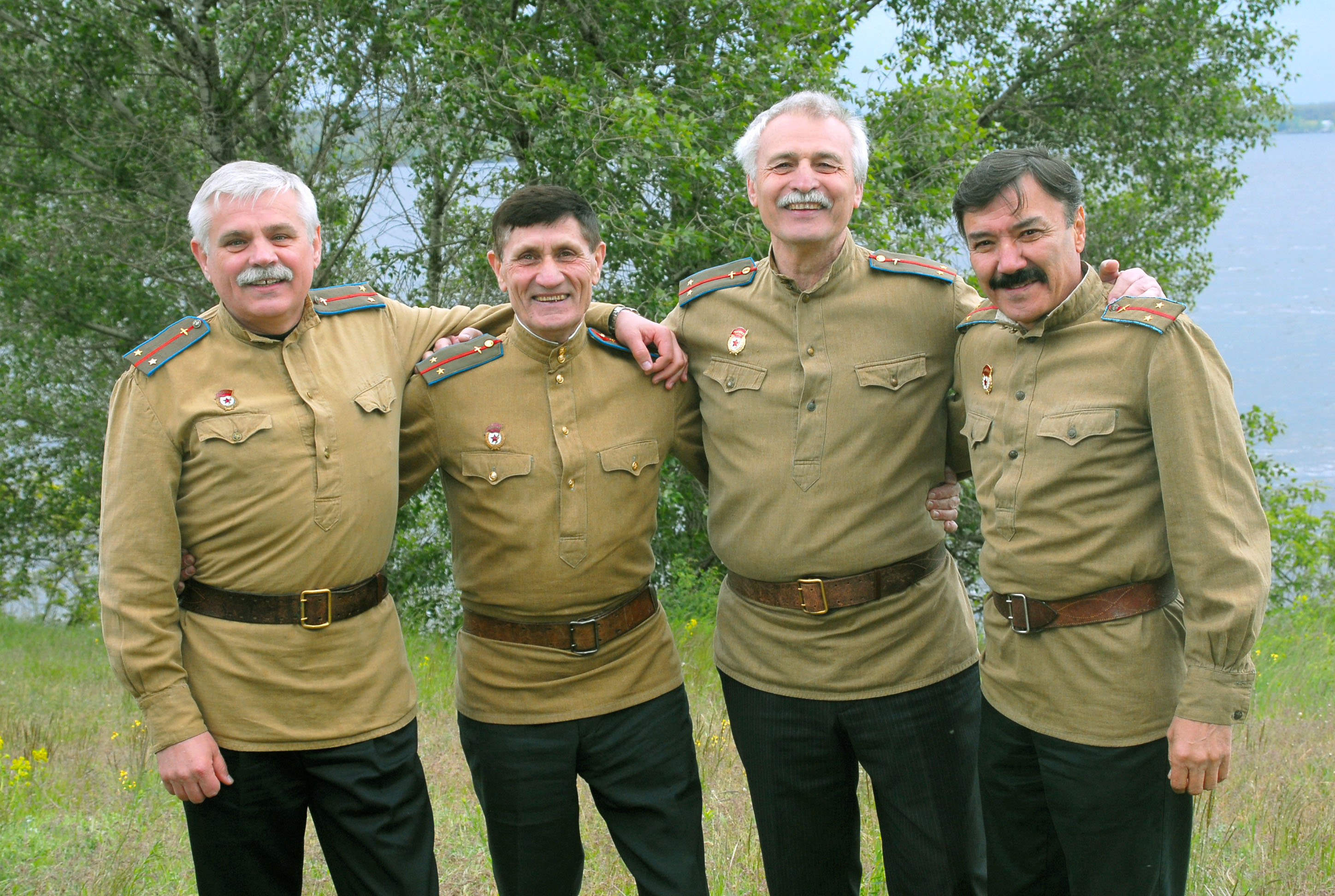
А. Д. Немченко, А. В. Федоринський, В. І. Пащенко та Р. А. Сагдуллаєв — актори фільму «У бій йдуть одні „старі“» 35 років (2008 рік)

Титаренко вступає до ВКП(б) та одразу отримує партійне доручення: особистим прикладом показати молодому поповненню, що «бубнових» (асів Герінга) теж можна успішно збивати. Маестро викликає німців (гуртом складають лист, а Александров значно скорочує його та перекладає на німецьку) на показовий «лицарський поєдинок». Веденим він бере Скворцова і разом з тим проводить «педагогічний» дослід: на самому початку бою повідомляє напарнику, що у нього раптом відмовило зброю. Рятуючи друга, Скворцов вперше за довгий час, долає власний страх і навіть збиває німецький літак.
Увечері того ж дня німці роблять на їхній аеродром наліт, під час якого відсторонений від польотів Коник без дозволу злітає, до того ж на літаку Титаренка, і здобуває свою першу повітряну перемогу, рятуючи полк.
Ескадрилья дає черговий концерт, на який запрошують і льотчиць, чий полк розташовано неподалік. Сергій Скворцов виконує українську пісню «Ніч яка місячна», а в одному з наступних бойових вильотів робить «вогненний таран» — спрямовує свій підбитий, охоплений вогнем літак на ворожі залізничні ешелони з вигуком: «Хлопці! Будемо жити!» Минає ще деякий час. Тим часом землі України та СРСР майже звільнено. До бою знову ідуть лише «старі», але серед них вже й Ромео — старший лейтенант, і ведений Маестро, та Коник — старший лейтенант і командир другої ескадрильї, а сам Титаренко, в званні майора, вже командує авіаційним полком. За п'ятнадцять хвилин до шикування полку перед бойовим вильотом Ромео звертається до командира з проханням дозволити одружитися, оскільки і його, і Машу в будь-який час можуть збити. Титаренко не без вагань дає дозвіл зі словами: «Щоб у вас це було на все життя — довге чи коротке…» і напівжартома докоряє Ромео за відсутність сумки-планшета (резолюцію на рапорт з проханням доводиться писати на футбольному м'ячі), як колись дорікали за це й самому Титаренку. Нові «жовторотики» залишаються на землі очікувати повернення старших досвідчених побратимів.
З чергового бою важко пораненим повертається, але згодом вмирає, посадивши літак, Ромео. Коли Маестро і Макарич приходять на сусідній аеродром жіночого полку повідомити Маші цю звістку, вони дізнаються, що полк відлетів, а Маша разом з напарницею Зоєю також загинули в бою. Макарич і Титаренко сідають біля могили дівчат і обіцяють повернутися сюди, коли закінчиться війна, щоби з великим оркестром знову заспівати «Смуглянку», але вже від початку і до кінця. Наприкінці фільму йдуть титри «Тим, що не повернулися з бойових вильотів, присвячується».

## У ролях
- Леонід Биков — Олексій Титаренко («Маестро»)
- Сергій Підгорний — Віктор Щедронов («Смуґлянка»)
- Сергій Іванов — Олександров («Коник»)
- Євгенія Симонова — Маша
- Ольга Матешко — Зоя
- Олексій Смірнов — Макарич
- Рустам Сагдуллаєв — «Ромео»
- Володимир Талашко — Сергій Скворцов
- Віктор Мірошниченко — командир полку
- Григорій Гладій — технік Олександрова
- Володимир Волков — замполіт
- Юрій Саранцев — Василь Васильович, командир дивізії
- Дмитро Миргородський — комбат піхоти
- Олександр Мілютін — льотчик («Його хіба налякаєш!»)
- Олексій Криченков — молодий льотчик
- Валентин Грудінін — начальник розвідки армії
- Вілорій Пащенко — Воробйов
- Вано Янтбелідзе — Вано
- Борис Болдиревський — начальник штабу полку
- Олександр Немченко — Іван Федорович
- Алім Федоринський — Аляб'єв
- Володимир Бродський — Колосов
- Віктор Степаненко

## Знімальна група
- Режисер-постановник: Леонід Биков
- Сценаристи: Леонід Биков, Олександр Сацький, Євген Онопрієнко
- Оператор-постановник: Володимир Войтенко
- Художник-постановник: Георгій Прокопець
- Композитори: Віктор Шевченко, Анатолій Новіков (автор музики до пісні «Смуглянка»)
- Звукооператор: Ніна Авраменко
- Режисер: Владислав Чорнолих
- Оператор: Віталь Кондратьєв (повітряні знімання)
- Художник по костюмах: Л. Коротенко
- Художник по гриму: Е. Кот
- Режисер монтажу: Марія Зорова
- Комбіновані зйомки: оператор — Микола Іллюшин, художник — Володимир Дубровський
- Інструментальний ансамбль, диригент — І. Ключарьов
- Редактор фільму: Емілія Косничук
- Директори картини: Микола Злочевський, І. Фідман

## Прототипи героїв
Вважається, що одним з прототипів головного героя фільму, став радянський військовий льотчик, двічі Герой Радянського Союзу Попков Віталій Іванович

### Створення фільму

#### Сценарій
Леонід Биков в молодості мріяв стати льотчиком, але через приписаний собі вік і маленький зріст (на той час — 163 см) не був прийнятий до льотного училища. Після того, як на початку 1970-х років Биков повернувся з Ленінграда («Ленфільм» 1960—1969) в Україну до Києва, він вирішив власний перший фільм на новому місці зняти саме про військових льотчиків. У співавторстві з двома сценаристами — Євгеном Онопрієнком і Олександром Сацьким, ним був написаний сценарій, заснований на справжніх подіях часів Другої світової війни, але з частим в мистецтві застосуванням способу «художнього синтезу» — зведення до єдиного цілого тих подій, які насправді відбувалися порізно, в різних авіаційних частинах, котрі літали на різноманітних типах літаків.
Під час роботи Биков порадився з великою кількістю ветеранів Другої світової війни, внаслідок чого, багато героїв фільму отримали справжні прообрази. Наприклад, прототипом командира ескадрильї гвардії капітана Титаренка, стали відразу кілька людей: командир 270-го винищувального авіаційного полку Герой Радянського Союзу майор Василь Меркушев, двічі Герой Радянського Союзу Віталій Попков, а прізвище Титаренко і позивний «Маестро», були взяті Биковим після того, як він дізнався про Дмитра Титаренка (веденого тричі Героя Радянського Союзу, українського аса — Івана Кожедуба) уривки з біографії якого, були залучені до фільму. Так само з'явився в сценарії і грузин Вано — в пам'ять по фронтовому другу і першому безпосередньому командирові (провідному пари) Кожедуба на фронті, відважному грузинському льотчику — молодшому лейтенантові Вано Габунії, що героїчно загинув під час тарана німецького винищувача Ме-109.
Вважається, що прообразом «Смуґлянки» став українець Віктор Щедранов (нерідко це прізвище помилково пишуть як «Щевронок» або «Щедронов») — друг дитинства Леоніда Бикова, з яким вони разом вступали до льотного училища у Кривому Розі, і який загинув в квітні 1945 року під час визволення Чехословаччини. Але Віктор загинув 17 квітня 1945 року: поліг в бою кавалеристом — гвардії козаком 42-го гвардійського козачого кавалерійського полку 10-ї гвардійської кавалерійської Кубансько-Слуцької Червонопрапорної орденів Суворова, Кутузова і Богдана Хмельницького, дивізії. У донесенні про втрати, адреса його матері в Краматорську, зазначена у тому самому селищі Жовтневому: будинок № 125 (Бикови жили в будинку № 130, кв. № 8). Прообразом Зої стала Герой Радянського Союзу Надія Попова, заступниця командира ескадрильї 46-го гвардійського жіночого полку нічних бомбардувальників. Сцена знайомства з дівчатами, коли льотчики — чоловіки з подивом виявляють, що у гостей більше орденів і медалей, ніж у них, дійсно мала місце. На відміну від своєї героїні, Надія Попова пройшла всю війну і пізніше вийшла заміж за Героя Радянського Союзу Семена Харламова, який виступив головним консультантом фільму.
Прообразом лейтенанта Александрова («Коника») став гвардії лейтенант Борис Кисельов, який літав на Як-1 тож наявний у фільмі епізод, змальовано в книзі Двічі Героя Радянського Союзу Сергія Луганського «На глибоких віражах», де Б. Кисельов постає під ім'ям «Іван Мокрий». Спогади С. Луганського лягли в основу більшості інших подій фільму. Використовувалися в сценарії й спогади двічі Героя Радянського Союзу Арсенія Ворожейкіна, двічі Героя Радянського Союзу Володимира Лавриненкова та заслуженого льотчика СРСР Анатолія Іванова.
Нотний стан на винищувачі Титаренка, було зроблено подібно до штурмовика Героя Радянського Союзу Василя Ємельяненка.
Биков писав сценарій, намагаючись не надто відходити від дійсних подій. Так, «співоча» ескадрилья дійсно існувала в 5-му гвардійському винищувальному авіаційному полку, що літала на Ла-5 і якою командував Попков. «Співочою» ескадрилья була названа, оскільки в ній був власний хор, водночас два літаки були подаровані фронту оркестром українця Леоніда Утьосова. Крім того, що за мужність і героїзм в боях, 11 з 14 льотчиків ескадрильї, були відзначені званням Героя Радянського Союзу, велика увага приділялася і культурному життю. На звільнених територіях, хор давав концерти, що мали великий розголос, а 1944 року, в Краматорську, на один з таких, потрапив підліток Леонід Биков. В той день місцеві діти віддячили льотчикам власним концертом, і Биков був у складі хору.

#### Леонід Биков про фільм
Чому героями ми вибрали саме льотчиків? Важко сказати. Може тому, що сам я навчався в авіаційному училищі, мріяв про польоти і досі захоплююся представниками цієї героїчної професії. Розмовляючи з льотчиками, учасниками боїв, ми зрозуміли одну дуже важливу для нас річ. У жорстокому горнилі війни, в нещадному її полум'ї, старші досвідчені товариші прагнули, де це було можливо, зберегти молодих і недосвідчених соколят. В цьому була вища мудрість — турбота про майбутнє, одвічне право і обов'язок сильних охороняти, ростити і виховувати — собі зміну. Так народилася тема: «До бою йдуть лише „старі“». Та й інша — не менше дорога нам… Відома така мудрість: «Коли говорять гармати, музи мовчать». Ми ж хотіли довести, що в роки випробувань перемагають ті, хто залишається людьми в найжорстокіших умовах, хто бере з собою до бою все світле, людяне, за що і веде битву з ворогом. А що може бути гарніше музики? Недарма герої «другої, співочої ескадрильї» полюбляють повторювати: «Війни минущі, музика вічна!». Злостивості, людиноненависництву, фашизму, наші герої протиставили високий гуманізм, творчі поривання, закладені в людині. Нам хотілося створити цей фільм в пам'ять про тих, хто не повернувся з війни, і на знак вдячності живим, що відстояли цю жорстоку битву. Тому з особливою тремтливістю і хвилюванням показуємо ми власну картину ветеранам війни. І найкраща нагорода для нас, коли вони говорять: «Правда — це було так».

## Прокат фільму
Знімання фільму закінчилося в середині жовтня, після чого почався кіномонтаж, що тривав до 6 грудня. Наприкінці місяця, відбулася прем'єра стрічки в Держкіно. На неї були запрошені не лише високі чини українського кінематографа, а й льотчики-фронтовики, серед яких був і Олександр Покришкін. Стрічка його буквально потрясла. Коли в залі увімкнули світло, Покришкін, насилу справляючись з почуттями, сказав: «Все так, як було…». Але попри захоплення і його й інших ветеранів (прем'єру фільму відвідали льотчики 8-ї окремої армії ППО, якою командував двічі Герой Радянського Союзу, генерал-полковник авіації Володимир Лавриненко), представникам Міністерства культури УРСР фільм не сподобався і був відправлений «на полицю». Тоді за стрічку заступилися глядачі і ветерани, серед яких був і член ЦК КПРС, головнокомандувач ВПС, Головний маршал авіації Герой Радянського Союзу Павло Кутахов. Заступатися за картину, він особисто ходив до міністра культури України, та ще двічі — Герой Радянського Союзу генерал-лейтенант авіації Віталій Попков. Остаточне рішення випустити фільм в широкий прокат, було ухвалено завдяки успіху «Стариків» на VII Всесоюзному кінофестивалі, де картина Бикова отримала дві перші премії — за кращий фільм і виконання чоловічої ролі та особливий приз від міністерства оборони СРСР.
Багато в чому, саме завдяки хорошим відгуками колишніх фронтовиків, які встигли подивитися фільм до його виходу на широкий екран, Держкіно СРСР ухвалило рішення заохотити премією творців картини. Також позначилося і те, що стрічка була знята з великим заощадженням коштів: з відпущених на її постановку 381 тисячі радянських карбованців, було витрачено 325 тисяч. У колі заохочених винагородами, було 39 осіб. Під час нагородження, особливо відзначили режисера-постановника Леоніда Бикова: йому виплатили 200 карбованців премії і надали звання «режисера-постановника 1-ї категорії», тоді як акторам Олексію Смирнову, Володимиру Талашку та Сергію Іванову, виплатили по 50 карбованців. Керівництво кіностудії імені Довженка, визнало суму винагороди головним творцям фільму недостатньою, але клопотання перед Держкіно СРСР про збільшення гонорару авторам сценарію з 6 тисяч карбованців до найбільшого — 8 тисяч, залишилося незатвердженим. Чиновники Держкіно вважали, що «робота колективу заохочена досить переконливо і збільшення гонорару не представляється доцільним».
На широкий екран фільм вийшов 12 серпня 1974 року. Уже до кінця року, стрічка зібрала на своїх сеансах 44 мільйона 300 тисяч глядачів, посівши четверте місце в прокаті. Такий успіх став великою несподіванкою як для творців фільму, так і для Держкіно, оскільки на той час фільми про «Велику Вітчизняну війну», такої каси майже не збирали. Попри це, додаткових коштів від Держкіно, творці фільму не отримали.

## Заборона на створення українського дубляжу
Згідно з листом виконувача обов'язків директора кіностудії ім. О. Довженка Гліба Шандибіна Голові Держкіно УРСР Василю Большаку від 24 вересня 1973 року, Шандибін прохав дозволу не створювати український дубляж фільму, хоча за тодішнім правилом фільми, зняті в союзній республіці, повинні були мати дві повноцінні мовні версії — російською та мовою республіки. У власному поясненні — чому цього не слід робити, Шандибін мотивував це тим що «всі персонажі спілкуються російською мовою, мовою, яка є звичною, загальнозрозумілою та узаконеною мовою нашої Радянської Армії. (…) Дубляж фільму українською в цьому разі просто неможливий, оскільки він зруйнував би драматургію; і найголовніше — зникне дуже важлива для фільму тема інтернаціоналізації. Просимо вашого дозволу здати фільм тою мовою, якою він знімався без дублювання українською мовою».
Журналістка Дарка Гірна на власному ютуб каналі Обличчя Незалежності оприлюднила власне розслідування «зруйноване життя Леоніда Бикова» докладно розповівши як Леонід та його родина постраждали від радянських репресій за те, що не приховували своєї любові до України.

## Кольорова версія (2009)
Українська компанія Traid Intertaiment виграла тендер із відновлення кольору картини восени 2008 року і завершила роботу над цим у 2009 році. Режисером колоризації виступив власник Traid Intertaiment Ігор Лопатьонок. На відновлення картини пішло півмільйона гривень приватних коштів, які надав Народний депутат Верховної Ради України від колишньої Партії регіонів Нестор Шуфрич. Визначальну роль у створенні «кольорової» версії стрічки зіграв російський Перший канал, який як згодом виявилось, придбав права на показ і випуск нової версії картини на DVD.
Після створення кольорової версії 2009 року розгорівся скандал щодо цього. Авторські права на стрічку належать Національній кіностудії імені Довженка та родині Леоніда Бикова. За словами тодішньої голови Держкіно Ганни Чміль, компанія, що робила забарвлення фільму, не владнала майнові та авторські права і через це, не отримала ліцензію на показ стрічки на теренах України. У травні 2011 року Голосіївський районний суд міста Києва, який розглядав позов доньки режисера Мар'яни Бикової, визнав, що колоризація фільму була незаконною і заборонив прокат кольорової версії стрічки. За рішенням суду, творці кольорового варіанту мають вибачитися перед ріднею Леоніда Бикова та сплатити символічний штраф в одну гривню.

## Цікаві факти

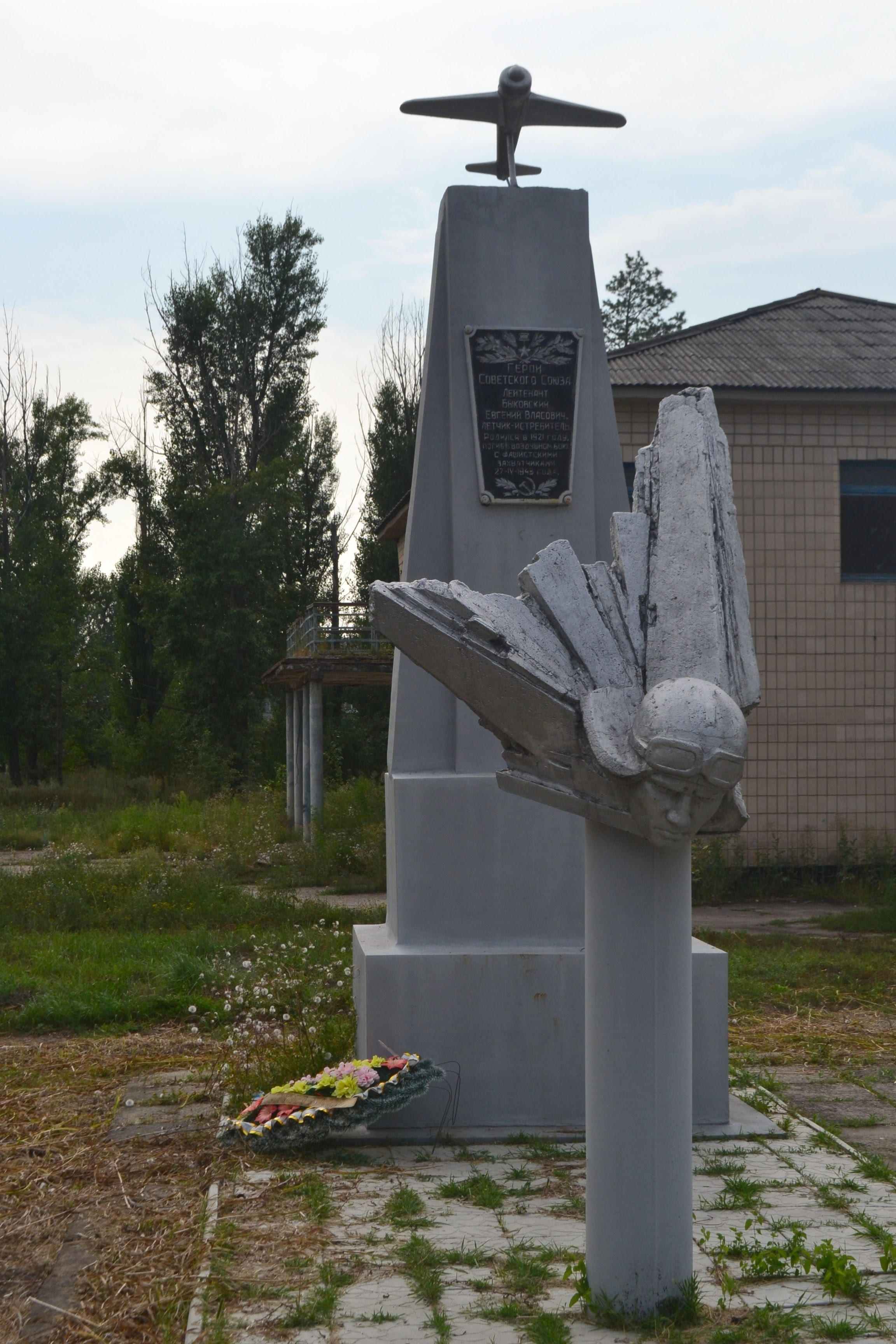
Меморіал

2011 року, через 37 років після виходу фільму, у Харкові було встановлено пам'ятник механіку Макаричу.
Оскільки Леонід Биков родом з Донбасу — селища Черкаського (Краматорський район), а згодом його батьки переїхали до Краматорська, де він вчився в школі і машинобудівному технікумі, тож коли у 1970…80-і роки до Краматорська привозили фільм (котушки з кіноплівкою) «До бою йдуть лише „старі“», на величезних афішах кінотеатрів (а тоді кожного разу перед кінофільмом, художник малював фарбами нову афішу) великими літерами писалося: «На екрані наш земляк», а вже потім була назва фільму та відповідний портрет Л. Бикова.
Меморіал ескадрильї винищувачів, що базувалася на аеродромі с. Половинкине, Луганська область 1943 року.
У Києві, в столичному Парку Вічної Слави на Дніпровському узвозі, стоїть пам'ятник військовим льотчикам з зображенням Леоніда Бикова, в образі Маестро, що присів на крило свого літака.
У Сумах 2018 року, встановили пам'ятний знак видатному українському актору та режисеру Леоніду Бикову.